# Atari Joystick Controller TV Video Game System

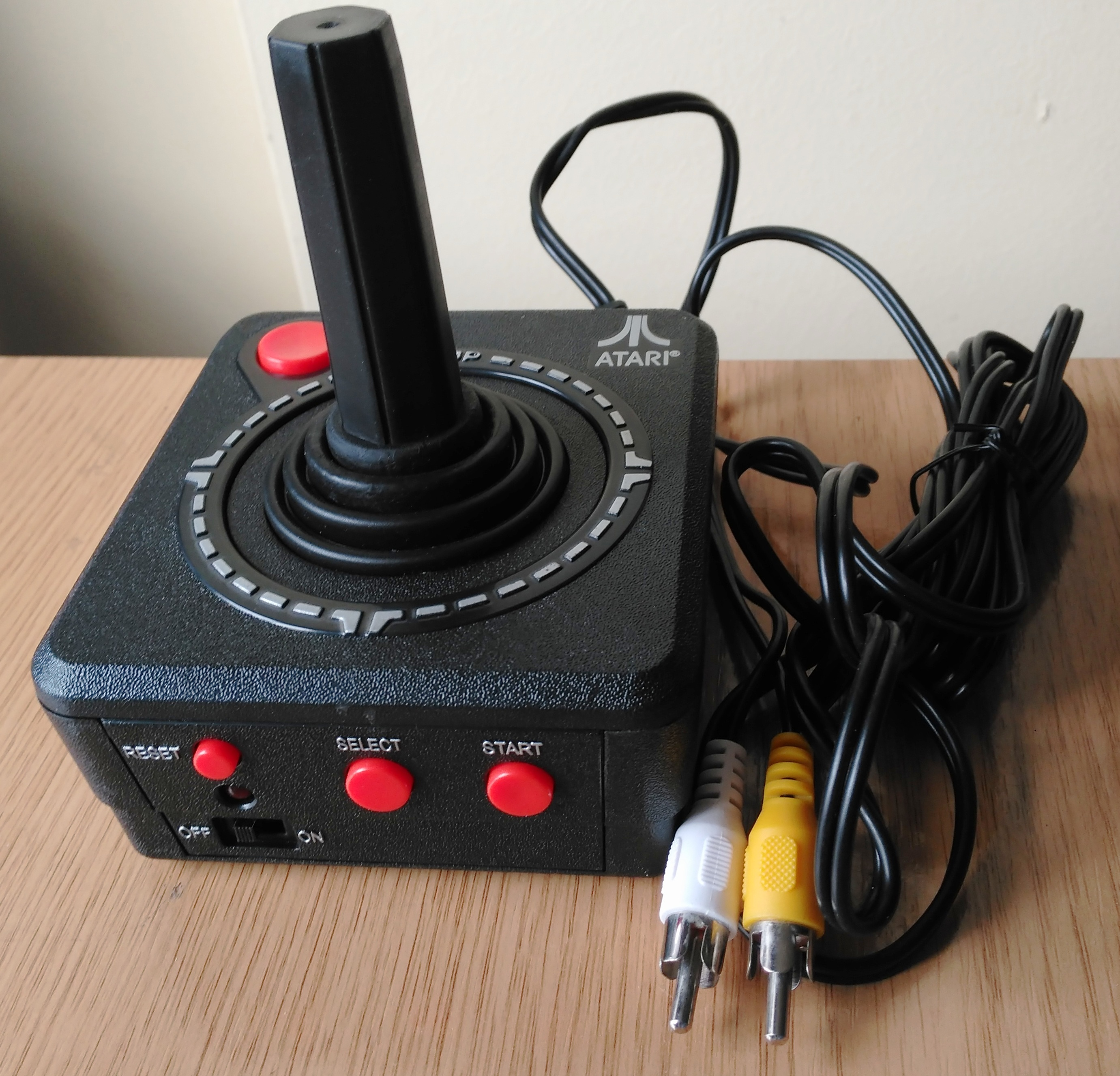

El Atari Joystick Controller TV Video Game System TV se creó en 2003 (con copyright 2002) es una  línea de consolas Plug-and-Play de Jakks Pacific.

## Lista de juegos
- Adventure
- Asteroides
- Breakout
- Centipede
- Circus Atari
- Gravitar
- Missile Command
- Pong
- Volleyball
- Yar's Revenge